# Monika Hofmann
Monika Hofmann (* 1967 in Dinkelsbühl) ist eine deutsche Posaunistin und Hochschullehrerin. Sie lehrt seit 2001 an der Hochschule für Kirchenmusik der Evangelischen Kirche von Westfalen.

## Leben
Mit zwölf Jahren begann  Hofmann, Posaune zu spielen, und war in ihrer Jugend eng mit der Posaunenchorarbeit verbunden. Später lernte sie auch Klavier und Orgel. 1986 bis 1991 studierte sie an der Fachakademie für Kirchenmusik in Bayreuth Kirchenmusik und legte das B-Examen ab, außerdem die Staatliche Musiklehrerprüfung für Orgel und Klavier sowie (nach einem Ergänzungsstudium am Meistersinger-Konservatorium in Nürnberg 1992–93) für Posaune. Anschließend arbeitete sie als Musiklehrerin und nebenamtliche Kirchenmusikerin.
1994 ging sie als Landesposaunenwartin zur e
Evangelischen Landeskirche Kurhessen-Waldeck, wo sie sich der Jungbläserausbildung widmete. Im Sommer 2000 wurde sie zur Abteilungsleiterin und Sachbearbeiterin für Kirchenmusik, Bläser- und Sängerdienste zum Deutschen Evangelischen Kirchentag nach Frankfurt am Main berufen. Ihre Stelle war auf ein Jahr befristet und umfasste unterschiedliche organisatorische Arbeiten. Im September 2001 wurde sie als hauptamtliche Professorin für kirchliche Bläserarbeit und Posaune an die Hochschule für Kirchenmusik der Evangelischen Kirche von Westfalen in Herford berufen.